# Sitio de Constantinopla (1422)
El sitio de Constantinopla de 1422 fue el primer asedio otomano a gran escala sobre dicha ciudad. Esto fue como resultado de los intentos del emperador bizantino Manuel II Paleólogo de interferir en la sucesión de los sultanes otomanos, después de la muerte de Mehmed I en 1421. Esta política de los bizantinos fue a menudo utilizado con éxito para debilitar a sus vecinos.
Cuando Murad II emergió como el sucesor ganador de su padre, marchó hacia territorio bizantino. Los turcos habían adquirido sus propios cañones por primera vez con el asedio de 1422, los «falconetes», que eran cañones cortos pero anchos. Los dos bandos estaban igualados tecnológicamente, y los turcos tuvieron que construir barricadas «para recibir... las piedras de las bombardas». 

## Sitio
Según una breve crónica bizantina escrita hacia 1425, «el miércoles 10 de junio, a la cuarta hora después del mediodía, Mihaloğlu Mehmed Bey atacó Constantinopla», comenzando así el asedio de la ciudad. El testigo presencial Juan Canano describe cómo la vanguardia bajo Mihaloğlu devastó los suburbios de la ciudad, antes de que Murad llegara el 20 de junio con el ejército principal y las máquinas de asedio, y el sitio comenzara en serio.
Murad se vio obligado a levantar el sitio debido a la rebelión de su hermano menor, Küçük Mustafa, en Anatolia. Esto fue apoyado con hombres por los Beylicatos de Anatolia de Germiyan y Karaman, quienes temían un resurgimiento del poder otomano, así como, según Ducas, el dinero dado por el emperador bizantino. Mustafa pudo así reunir un ejército importante y, a finales de agosto o principios de septiembre, sitió la capital otomana, Bursa.

## Consecuencias
A pesar de la victoria bizantina, el «Imperio» en este momento de hecho se había reducido a unas pocas franjas de tierra desconectadas además de la propia ciudad de Constantinopla. También se enfrentaba a graves problemas económicos y carecía de soldados. El papa Pío II promovió la donación asequible de cañones por parte de los monarcas europeos como medio de ayuda. Cualquier nuevo cañón después del asedio de 1422 fue obsequio de los estados europeos y, aparte de estos, no se hicieron otros avances en el arsenal bizantino. Como tal, el próximo sultán otomano, Mehmed II, tendría éxito en 1453.

## Leyenda
Los relatos bizantinos atribuyeron el levantamiento del sitio a la aparición de la Theotokos en las murallas de la ciudad, lo que inspiró mucho a los defensores. Juan Canano registra que:

Los romanos, aunque agotados por el cansancio, saltaron y se alegraro... Gritaron himnos a la Santísima Virgen, glorificándola desde lo más profundo de su corazón, diciendo «Este es en verdad un milagro, celebrado, memorable, extraordinario y notable digno de admiración».

También en la misma referencia, el ejército turco señala que ellos mismos incluso vieron a una mujer con túnica púrpura caminando por las murallas exteriores de la ciudad.